# Julius Schreck
Julius Schreck (ur. 13 lipca 1898 w Monachium, zm. 16 maja 1936 tamże) – niemiecki kierowca i ochroniarz Adolfa Hitlera, założyciel i pierwszy dowódca Schutzstaffel (SS). Był jednym z najbardziej zaufanych towarzyszy Hitlera.

## Życiorys
Walczył w I wojnie światowej, a po jej zakończeniu był członkiem Freikorpsu. Członek NSDAP od 1920 – wstąpił do partii w tym samym czasie co Adolf Hitler (nr NSDAP – 53, nr SS – 5, Blutorder nr 349). W 1921 był jednym z założycieli SA. W marcu 1923 na polecenie Hitlera zorganizował niewielki oddział do ochrony wodza – tzw. Stabswache (Warta sztabowa), 16 maja 1923 przemianowany na Stosstrupp Adolf Hitler (Oddział uderzeniowy Adolfa Hitlera). Była to zaledwie 12-osobowa grupa bojówkarzy, jednakże starannie wyselekcjonowana i bezwzględnie lojalna wobec führera.
W listopadzie 1923 Schreck uczestniczył z Hitlerem w nieudanym zamachu stanu – puczu monachijskim, po którym został osadzony w twierdzy Landsberg, razem z innymi przywódcami nazistowskimi. Został skazany na stosunkowo łagodną formę odbywania kary – Festungshaft, uważaną za honorową, zwykle zarezerwowaną dla tych, którzy „działali ze szlachetnych pobudek”. Stosstrupp Adolf Hitler przestał istnieć, został zdelegalizowany.
Po opuszczeniu zakładu karnego został zatrudniony przez Hitlera jako szofer, z miesięczną pensją 100 marek. W 1925 Schreck ponownie podjął działalność i w kwietniu przystąpił do organizacji oddziału, składającego się początkowo z członków dawnego Stosstrupp Adolf Hitler. Nowa organizacja, nazwana Schutzstaffel (w skrócie SS, pol. Eskadra ochronna), liczyła najpierw zaledwie 8 osób, a na wiosnę 1926 w jej skład wchodziło już 75 truppen (oddziałów), teoretycznie po 10 członków (faktycznie mniej). W kwietniu 1926 zdał dowództwo nad SS w ręce Josepha Berchtolda, a sam do 1936 był ulubionym, osobistym szoferem (jako taki nosił przezwisko „Schreck der Strassen” – pol. Postrach ulic) i adiutantem führera, pozostając członkiem SS. 20 lutego 1932 został awansowany do stopnia SS-Sturmführera, 30 stycznia 1933 – do stopnia SS-Standartenführera (z pominięciem pośrednich stopni), 27 lutego 1934 – do stopnia SS-Oberführera. 1 stycznia 1935 otrzymał rangę SS-Brigadeführera (według niektórych źródeł, jego najwyższym stopniem w SS był Oberführer).
Zmarł na zapalenie opon mózgowych w 1936 i został pochowany na cmentarzu w Gräfelfing (powiat Monachium) na koszt państwa, jako członek założyciel SS. Był nazywany „chodzącą karykaturą Hitlera”, ze względu na uderzające podobieństwo fizjonomii i podobne wąsy. Często mylnie nazywany pierwszym Reichsführerem-SS. W rzeczywistości Schreck, dowodząc SS, używał tytułu Führer der Oberleitung (szef naczelnego kierownictwa), a pierwszym dowódcą SS, używającym tytułu Reichsführer, był Joseph Berchtold – jego następca.
W 1945 nagrobek Schrecka został przerobiony na pietę dla poległych w czasie II wojny światowej.